# Hadoard von Corbie
Hadoard (Hadoardus) war Mitte des 9. Jahrhunderts Mönch und Bibliothekar der Abtei Corbie. Er gilt als Autor zweier Collectanea (Zitatensammlungen). Eine davon exzerpiert Werke Ciceros aus Academica, De natura deorum, De divinatione, De fato, De legibus, Paradoxa Stoicorum, Ciceros Timaios-Übersetzung, De officiis, De oratore, Tusculanae disputationes, Laelius de amicitia und Cato maior de senectute. Hadoard schreibt im Vorwort, er habe Ciceros Werke mit Freude immer wieder gelesen und wolle die gewonnenen Erkenntnisse mit anderen teilen, die keinen Zugang zu den Originaltexten haben. Darin enthalten sind auch Textstellen von Macrobius und Martianus Capella. Eine weitere Sammlung enthält Auszüge patristischer Autoren, darunter Augustinus.